# Región de Dodoma
Dodoma es una de las treintaiuna regiones administrativas en las que se encuentra dividida la República Unida de Tanzania. Su capital es la ciudad de Dodoma, que es la capital del país.

## Localización
Se ubica en el centro del país y tiene los siguientes límites:
| Noroeste: Región de Singida | Norte: Región de Manyara | Noreste: Región de Manyara  |
| Oeste: Región de Singida    |                          | Este: Región de Morogoro    |
| Suroeste: Región de Iringa  | Sur: Región de Iringa    | Sureste: Región de Morogoro |

## Geografía
Esta región se encuentra subdividida internamente en 7 valiatos (población en 2012):
- Bahi (221 645 habitantes)
- Chamwino (330 543 habitantes)
- Chemba (235 711 habitantes)
- Ciudad de Dodoma (410 956 habitantes)
- Kondoa (269 704 habitantes)
- Kongwa (309 973 habitantes)
- Mpwapwa (305 056 habitantes)

## Economía
Esta región produce frijoles, semillas, granos, cacahuetes, café, té y tabaco. El ganado también es promovido y comercializado.

## Territorio y población
Tiene una superficie de 41.310 km², por lo que en términos de extensión es similar a la de Suiza. Su población en 2022 era de 3.085.625 personas. La densidad poblacional, por tanto, es de 74,7 habitantes por cada kilómetro cuadrado. Aquí habitan los wagogo.